# Lista de pessoas indiciadas no Tribunal Penal Internacional para o Ruanda
A lista de pessoas indiciadas no Tribunal Penal Internacional para Ruanda inclui todos os indivíduos que foram indiciados por qualquer acusação de genocídio, crimes contra a humanidade, crimes de guerra ou desacato ao Tribunal pelo Procurador do Tribunal Penal Internacional para o Ruanda (ICTR) nos termos do Estatuto do Tribunal. Um indivíduo é indiciado quando uma Câmara de Julgamento confirma uma acusação que lhe foi apresentada pelo Procurador. A Câmara de Julgamento também pode "emitir ordens e mandados de prisão, detenção, entrega ou transferência de pessoas, e quaisquer outras ordens que possam ser necessárias para a condução do julgamento."

## Visão geral
O ICTR indiciou um total de 96 indivíduos. Um indivíduo continua foragido como fugitivo e, se for capturado, será julgado perante o Mecanismo Residual Internacional para Tribunais Criminais (IRMCT). O processo contra um indivíduo está suspenso perante o IRMCT. O ICTR (ou o IRMCT como seu successor) condenou 61 indivíduos: 26 dos quais estão atualmente cumprindo penas, 22 dos quais já cumpriram as suas penas e 13 dos quais morreram enquanto cumpriam as suas penas. O Tribunal absolveu 14 pessoas e transferiu os processos contra 10 indivíduos para jurisdições nacionais. Os processos contra nove indivíduos terminaram antes de ser proferida uma sentença final: dois dos quais tiveram as suas acusações rejeitadas pelo Tribunal, dois dos quais tiveram as suas acusações retiradas pelo Procurador e cinco dos quais morreram.

## Lista de indiciados
A lista abaixo detalha as acusações contra cada indivíduo indiciado no Tribunal e sua situação atual. A coluna intitulada G lista o número de acusações (se houver) do crime de genocídio de que cada indivíduo foi acusado. H lista o número de acusações de crimes contra a humanidade, W o número de acusações de crimes de guerra e C o número de acusações de desacato ao Tribunal. Observe que essas são as acusações pelas quais um indivíduo foi indiciado, e não condenado.
| Nome                                                                                     | Indiciado em            | G | H  | W | C | Transferido para o ICTR | Situação atual                                                                                         | Ind.    |
| ---------------------------------------------------------------------------------------- | ----------------------- | - | -- | - | - | ----------------------- | --- | ------- |
| Ignace Bagilishema                                                                       | 28 de novembro de 1995  | 2 | 3  | 2 | — | 20 de fevereiro de 1999 | Absolvido em 7 de junho de 2001 (liberado em 8 de junho de 2001)                                       | [ 6 ]   |
| Clément Kayishema                                                                        | 28 de novembro de 1995  | 4 | 12 | 8 | — | 26 de maio de 1996      | Morreu em 29 de outubro de 2016 enquanto cumpria pena de prisão perpétua                               | [ 8 ]   |
| Aloys Ndimbati                                                                           | 28 de novembro de 1995  | 2 | 3  | 2 | — |                         | Caso encaminhado para Ruanda em 25 de junho de 2012                                                    | [ 10 ]  |
| Charles Ryandikayo                                                                       | 28 de novembro de 1995  | 2 | 3  | 2 | — |                         | Caso encaminhado para Ruanda em 20 de junho de 2012                                                    | [ 10 ]  |
| Charles Sikubwabo                                                                        | 28 de novembro de 1995  | 3 | 6  | 4 | — |                         | Caso encaminhado para Ruanda em 26 de março de 2012                                                    | [ 10 ]  |
| Mikaeli Muhimana                                                                         | 28 de novembro de 1995  | 2 | 2  | — | — | 8 de novembro de 1999   | Cumprindo pena de prisão perpétua no Mali                                                              | [ 13 ]  |
| Vincent Rutaganira                                                                       | 28 de novembro de 1995  | 5 | 12 | 8 | — | 4 de março de 2002      | Cumpriu pena de 6 anos de prisão em 2 de março de 2008                                                 | [ 10 ]  |
| Obed Ruzindana                                                                           | 28 de novembro de 1995  | 1 | 3  | 2 | — | 22 de setembro de 1996  | Sentença comutada concluída em 28 de fevereiro de 2014                                                 | [ 8 ]   |
| Jean-Paul Akayesu                                                                        | 16 de fevereiro de 1996 | 3 | 7  | 5 | — | 26 de maio de 1996      | Cumprindo pena de prisão perpétua no Benim                                                             | [ 18 ]  |
| Georges Rutaganda                                                                        | 16 de fevereiro de 1996 | 1 | 4  | 3 | — | 26 de maio de 1996      | Morreu em 11 de outubro de 2010 enquanto cumpria pena de prisão perpétua                               | [ 21 ]  |
| Ladislas Ntaganzwa                                                                       | 19 de junho de 1996     | 4 | 4  | 1 | — |                         | Caso encaminhado para Ruanda em 8 de maio de 2012                                                      | [ 24 ]  |
| Elizaphan Ntakirutimana                                                                  | 20 de junho de 1996     | 3 | 3  | 1 | — | 24 de março de 2000     | Cumpriu pena de 10 anos de prisão em 6 de dezembro de 2006                                             | [ 27 ]  |
| Gérard Ntakirutimana                                                                     | 20 de junho de 1996     | 3 | 3  | 1 | — | 30 de novembro de 1996  | Sentença comutada concluída em 26 de março de 2014                                                     | [ 27 ]  |
| Élie Ndayambaje                                                                          | 20 de junho de 1996     | 4 | 4  | 1 | — | 8 de novembro de 1996   | Cumprindo pena de 47 anos de prisão no Senegal                                                         | [ 32 ]  |
| Ferdinand Nahimana                                                                       | 12 de julho de 1996     | 4 | 3  | — | — | 23 de janeiro de 1997   | Sentença comutada concluída em 22 de setembro de 2016                                                  | [ 35 ]  |
| Anatole Nsengiyumva                                                                      | 12 de julho de 1996     | 4 | 5  | 2 | — | 23 de janeiro de 1997   | Cumpriu pena de 15 anos de prisão em 14 de dezembro de 2011                                            | [ 38 ]  |
| Alfred Musema                                                                            | 15 de julho de 1996     | 3 | 4  | 2 | — | 20 de maio de 1997      | Cumprindo pena de prisão perpétua no Benim                                                             | [ 41 ]  |
| Eliézer Niyitegeka                                                                       | 15 de julho de 1996     | 4 | 4  | 2 | — | 11 de fevereiro de 1998 | Morreu em 28 de março de 2018 enquanto cumpria pena de prisão perpétua                                 | [ 44 ]  |
| Joseph Kanyabashi                                                                        | 15 de julho de 1996     | 4 | 4  | 1 | — | 8 de novembro de 1996   | Cumpriu pena de 20 anos de prisão em 14 de dezembro de 2015                                            | [ 46 ]  |
| Théoneste Bagosora                                                                       | 10 de agosto de 1996    | 3 | 6  | 3 | — | 23 de janeiro de 1997   | Morreu em 25 de setembro de 2021 enquanto cumpria pena de 35 anos de prisão                            | [ 49 ]  |
| André Ntagerura                                                                          | 10 de agosto de 1996    | 4 | 1  | 1 | — | 23 de janeiro de 1997   | Absolvido em 8 de fevereiro de 2006 (liberado em 25 de fevereiro de 2004)                              | [ 51 ]  |
| Arsène Shalom Ntahobali                                                                  | 29 de maio de 1997      | 4 | 5  | 2 | — | 18 de julho de 1997     | Cumprindo pena de 47 anos de prisão no Senegal                                                         | [ 53 ]  |
| Pauline Nyiramasuhuko                                                                    | 29 de maio de 1997      | 4 | 5  | 2 | — | 18 de julho de 1997     | Cumprindo pena de 47 anos de prisão no Senegal                                                         | [ 53 ]  |
| Hassan Ngeze                                                                             | 3 de outubro de 1997    | 4 | 3  | — | — | 18 de julho de 1997     | Cumprindo pena de 35 anos de prisão no Benim                                                           | [ 57 ]  |
| Georges Ruggiu                                                                           | 3 de outubro de 1997    | 3 | 3  | — | — | 23 de julho de 1997     | Sentença comutada concluída em 21 de abril de 2009                                                     | [ 61 ]  |
| Emmanuel Bagambiki                                                                       | 10 de outubro de 1997   | 3 | 3  | 1 | — | 10 de julho de 1998     | Absolvido em 8 de fevereiro de 2006 (liberado em 25 de fevereiro de 2004)                              | [ 63 ]  |
| Samuel Imanishimwe                                                                       | 10 de outubro de 1997   | 3 | 4  | 1 | — | 11 de agosto de 1997    | Cumpriu pena de 12 anos de prisão em 8 de agosto de 2009                                               | [ 63 ]  |
| Yussuf Munyakazi                                                                         | 10 de outubro de 1997   | 1 | 1  | — | — | 7 de maio de 2004       | Morreu em 12 de dezembro de 2020 enquanto cumpria pena de 25 anos de prisão                            | [ 67 ]  |
| Gratien Kabiligi                                                                         | 15 de outubro de 1997   | 3 | 5  | 2 | — | 18 de julho de 1997     | Absolvido em 18 de dezembro de 2008                                                                    | [ 69 ]  |
| Aloys Ntabakuze                                                                          | 15 de outubro de 1997   | 3 | 5  | 2 | — | 18 de julho de 1997     | Cumprindo pena de 35 anos de prisão no Benim                                                           | [ 69 ]  |
| Jean Kambanda                                                                            | 16 de outubro de 1997   | 4 | 2  | — | — | 18 de julho de 1997     | Cumprindo pena de prisão perpétua no Senegal                                                           | [ 74 ]  |
| Sylvain Nsabimana                                                                        | 16 de outubro de 1997   | 4 | 4  | 1 | — | 16 de julho de 1997     | Cumpriu pena de 18 anos de prisão em 14 de dezembro de 2015                                            | [ 76 ]  |
| Alphonse Nteziryayo                                                                      | 16 de outubro de 1997   | 4 | 4  | 1 | — | 21 de maio de 1998      | Sentença comutada concluída em 9 de março de 2016                                                      | [ 76 ]  |
| Jean-Bosco Barayagwiza                                                                   | 23 de outubro de 1997   | 4 | 3  | 2 | — | 19 de novembro de 1997  | Morreu em 25 de abril de 2010 enquanto cumpria pena de 32 anos de prisão                               | [ 79 ]  |
| Laurent Semanza                                                                          | 23 de outubro de 1997   | 3 | 8  | 3 | — | 19 de novembro de 1997  | Cumprindo pena de 34 anos e 6 meses de prisão no Benim                                                 | [ 83 ]  |
| Augustin Bizimana                                                                        | 29 de agosto de 1998    | 2 | 6  | 5 | — |                         | Morreu em 5 de agosto de 2000; processo encerrado em 4 de novembro de 2020                             | [ 86 ]  |
| Édouard Karemera                                                                         | 29 de agosto de 1998    | 4 | 5  | 1 | — | 7 de outubro de 1998    | Morreu em 31 de agosto de 2020 enquanto cumpria pena de prisão perpétua                                | [ 89 ]  |
| Callixte Nzabonimana                                                                     | 29 de agosto de 1998    | 4 | 5  | 2 | — | 19 de fevereiro de 2008 | Cumprindo pena de prisão perpétua no Benim                                                             | [ 92 ]  |
| Mathieu Ngirumpatse                                                                      | 29 de agosto de 1998    | 4 | 5  | 1 | — | 7 de outubro de 1998    | Cumprindo pena de prisão perpétua no Senegal                                                           | [ 89 ]  |
| Félicien Kabuga                                                                          | 29 de agosto de 1998    | 3 | 3  | — | — | 26 de outubro de 2020   | Processo suspenso                                                                                      | [ 95 ]  |
| Juvénal Kajelijeli                                                                       | 29 de agosto de 1998    | 4 | 5  | 2 | — | 10 de setembro de 1998  | Cumprindo pena de 45 anos de prisão no Benim                                                           | [ 96 ]  |
| André Rwamakuba                                                                          | 29 de agosto de 1998    | 2 | 2  | — | — | 23 de outubro de 1998   | Absolvido em 20 de setembro de 2006                                                                    | [ 97 ]  |
| Bernard Ntuyahaga                                                                        | 29 de agosto de 1998    | — | 1  | — | — | 18 de junho de 1998     | Acusações retiradas em 18 de março de 1999 (liberado em 18 de março de 1999)                           | [ 100 ] |
| Omar Serushago                                                                           | 29 de setembro de 1998  | 1 | 4  | — | — | 10 de julho de 1998     | Sentença comutada concluída em 12 de dezembro de 2012                                                  | [ 103 ] |
| Jérôme Bicamumpaka                                                                       | 12 de maio de 1999      | 4 | 3  | 2 | — | 31 de julho de 1999     | Absolvido em 30 de setembro de 2011                                                                    | [ 106 ] |
| Casimir Bizimungu                                                                        | 12 de maio de 1999      | 4 | 3  | 2 | — | 23 de fevereiro de 1999 | Absolvido em 30 de setembro de 2011                                                                    | [ 106 ] |
| Justin Mugenzi                                                                           | 12 de maio de 1999      | 4 | 3  | 2 | — | 31 de julho de 1999     | Absolvido em 4 de fevereiro de 2013                                                                    | [ 106 ] |
| Prosper Mugiraneza                                                                       | 12 de maio de 1999      | 4 | 3  | 2 | — | 31 de julho de 1999     | Absolvido em 4 de fevereiro de 2013                                                                    | [ 106 ] |
| Jean de Dieu Kamuhanda                                                                   | 1 de outubro de 1999    | 3 | 4  | 2 | — | 7 de março de 2000      | Cumprindo pena de prisão perpétua no Senegal                                                           | [ 110 ] |
| Augustin Ngirabatware                                                                    | 1 de outubro de 1999    | 4 | 4  | 2 | — | 8 de outubro de 2008    | Cumprindo pena de 30 anos de prisão no Senegal                                                         | [ 113 ] |
| Augustin Bizimungu                                                                       | 28 de janeiro de 2000   | 3 | 3  | 2 | — | 15 de agosto de 2002    | Cumprindo pena de 30 anos de prisão no Benim                                                           | [ 117 ] |
| Augustin Ndindiliyimana                                                                  | 28 de janeiro de 2000   | 3 | 2  | 1 | — | 25 de abril de 2000     | Absolvido em 11 de fevereiro de 2014 (liberado em 17 de maio de 2011)                                  | [ 117 ] |
| Protais Mpiranya                                                                         | 28 de janeiro de 2000   | 2 | 5  | 1 | — |                         | Morreu em 5 de outubro de 2006; processo encerrado em 14 de setembro de 2022                           | [ 121 ] |
| François-Xavier Nzuwonemeye                                                              | 28 de janeiro de 2000   | 1 | 2  | 2 | — | 23 de maio de 2000      | Absolvido em 11 de fevereiro de 2014                                                                   | [ 117 ] |
| Innocent Sagahutu                                                                        | 28 de janeiro de 2000   | 1 | 2  | 2 | — | 24 de novembro de 2000  | Sentença comutada concluída em 9 de maio de 2014                                                       | [ 117 ] |
| Ildephonse Hategekimana                                                                  | 2 de fevereiro de 2000  | 3 | 2  | — | — | 19 de fevereiro de 2003 | Cumprindo pena de prisão perpétua no Benim                                                             | [ 125 ] |
| Tharcisse Muvunyi                                                                        | 2 de fevereiro de 2000  | 3 | 2  | — | — | 30 de outubro de 2000   | Sentença comutada concluída em 6 de março de 2012                                                      | [ 127 ] |
| Ildéphonse Nizeyimana                                                                    | 2 de fevereiro de 2000  | 4 | 4  | 2 | — | 6 de outubro de 2009    | Cumprindo pena de 35 anos de prisão no Benim                                                           | [ 129 ] |
| Juvénal Rugambarara                                                                      | 13 de julho de 2000     | — | 1  | — | — | 13 de agosto de 2003    | Sentença comutada concluída em 8 de fevereiro de 2012                                                  | [ 132 ] |
| Paul Bisengimana                                                                         | 17 de julho de 2000     | 4 | 5  | 3 | — | 11 de março de 2002     | Sentença comutada concluída em 11 de dezembro de 2012                                                  | [ 135 ] |
| Jean-Baptiste Gatete                                                                     | 19 de dezembro de 2000  | 3 | 3  | — | — | 13 de setembro de 2002  | Cumprindo pena de 40 anos de prisão no Benim                                                           | [ 139 ] |
| Samuel Musabyimana                                                                       | 31 de março de 2001     | 2 | 1  | — | — | 26 de abril de 2001     | Morreu em 24 de janeiro de 2003; processo encerrado em 20 de fevereiro de 2003                         | [ 142 ] |
| Sylvestre Gacumbitsi                                                                     | 20 de junho de 2001     | 2 | 3  | — | — | 1 de junho de 2001      | Morreu em 10 de setembro de 2023 enquanto cumpria pena de prisão pertétua                              | [ 145 ] |
| Siméon Nchamihigo                                                                        | 23 de junho de 2001     | 1 | 3  | — | — | 25 de maio de 2001      | Cumprindo pena de 35 anos de prisão no Benim                                                           | [ 147 ] |
| Grégoire Ndahimana                                                                       | 3 de julho de 2001      | 3 | 1  | — | — | 21 de setembro de 2009  | Cumprindo pena de 25 anos de prisão no Benim                                                           | [ 151 ] |
| Fulgence Kayishema                                                                       | 4 de julho de 2001      | 3 | 1  | — | — |                         | Caso encaminhado para Ruanda em 22 de fevereiro de 2012                                                | [ 154 ] |
| Athanase Seromba                                                                         | 4 de julho de 2001      | 2 | 1  | — | — | 6 de fevereiro de 2002  | Cumprindo pena de prisão perpétua no Benim                                                             | [ 156 ] |
| Simon Bikindi                                                                            | 5 de julho de 2001      | 4 | 2  | — | — | 27 de março de 2002     | Cumpriu pena de 15 anos de prisão em 12 de junho de 2016                                               | [ 159 ] |
| Emmanuel Ndindabahizi                                                                    | 5 de julho de 2001      | 1 | 2  | — | — | 25 de setembro de 2001  | Cumprindo pena de prisão perpétua no Benim                                                             | [ 161 ] |
| Hormisdas Nsengimana                                                                     | 5 de julho de 2001      | 2 | 1  | — | — | 10 de abril de 2002     | Absolvido em 17 de novembro de 2009                                                                    | [ 163 ] |
| Emmanuel Rukundo                                                                         | 5 de julho de 2001      | 1 | 2  | — | — | 20 de setembro de 2001  | Sentença comutada concluída em 15 de novembro de 2016                                                  | [ 166 ] |
| Protais Zigiranyirazo                                                                    | 20 de julho de 2001     | 3 | 2  | — | — | 3 de outubro de 2001    | Absolvido em 16 de novembro de 2009                                                                    | [ 168 ] |
| Jean Mpambara                                                                            | 23 de julho de 2001     | 2 | 1  | — | — | 23 de junho de 2001     | Absolvido em 12 de setembro de 2006                                                                    | [ 170 ] |
| François Karera                                                                          | 2 de agosto de 2001     | 2 | 2  | — | — | 21 de outubro de 2001   | Morreu em 9 de maio de 2022 enquanto cumpria pena de prisão pertétua                                   | [ 173 ] |
| Jean Uwinkindi                                                                           | 21 de setembro de 2001  | 1 | 1  | — | — | 2 de julho de 2010      | Caso encaminhado para Ruanda em 28 de junho de 2011 (transferido em 19 de abril de 2012)               | [ 176 ] |
| Joseph Nzabirinda                                                                        | 13 de dezembro de 2001  | 2 | 2  | — | — | 21 de março de 2002     | Cumpriu pena de 7 anos de prisão em 19 de dezembro de 2008                                             | [ 179 ] |
| Joseph Nzirorera                                                                         | 13 de dezembro de 2001  | 4 | 2  | 1 | — | 10 de julho de 1998     | Morreu em 1 de julho de 2010; processo encerrado em 1 de julho de 2010                                 | [ 89 ]  |
| Aloys Simba                                                                              | 8 de janeiro de 2002    | 2 | 2  | — | — | 11 de março de 2002     | Morreu em 4 de julho de 2023 enquanto estava em liberdade condicional da sentença de 25 anos de prisão | [ 186 ] |
| Gaspard Kanyarukiga                                                                      | 4 de março de 2002      | 3 | 1  | — | — | 19 de julho de 2004     | Cumprindo pena de 30 anos de prisão no Benim                                                           | [ 189 ] |
| Phénéas Munyarugarama                                                                    | 4 de março de 2002      | 3 | 4  | — | — |                         | Caso encaminhado para Ruanda em 5 de outubro de 2012                                                   | [ 191 ] |
| Léonidas Rusatira                                                                        | 12 de abril de 2002     | 2 | 2  | 1 | — |                         | Acusações retiradas em 14 de agosto de 2002                                                            | [ 193 ] |
| Tharcisse Renzaho                                                                        | 15 de novembro de 2002  | 2 | 2  | 2 | — | 30 de setembro de 2002  | Cumprindo pena de prisão perpétua no Senegal                                                           | [ 196 ] |
| Ephrem Setako                                                                            | 22 de março de 2004     | 2 | 2  | 2 | — | 17 de novembro de 2004  | Morreu em 6 de novembro de 2016 enquanto cumpria pena de 25 anos de prisão                             | [ 199 ] |
| Bernard Munyagishari                                                                     | 9 de junho de 2005      | 3 | 2  | — | — | 14 de junho de 2011     | Caso encaminhado para Ruanda em 3 de maio de 2013 (transferido em 24 de julho de 2013)                 | [ 202 ] |
| Dominique Ntawukulilyayo                                                                 | 13 de junho de 2005     | 3 | —  | — | — | 5 de junho de 2008      | Cumprindo pena de 20 anos de prisão no Benim                                                           | [ 206 ] |
| Juvénal Uwilingiyimana                                                                   | 13 de junho de 2005     | 4 | 1  | — | — |                         | Morreu em 17 de dezembro de 2005; processo encerrado                                                   | [ 209 ] |
| Laurent Bucyibaruta                                                                      | 17 de junho de 2005     | 3 | 3  | — | — |                         | Caso remetido à França em 20 de novembro de 2007                                                       | [ 212 ] |
| Callixte Kalimanzira                                                                     | 22 de julho de 2005     | 3 | —  | — | — | 8 de novembro de 2005   | Morreu em 1 de outubro de 2015 enquanto cumpria pena de 25 anos de prisão                              | [ 214 ] |
| Joseph Serugendo                                                                         | 22 de julho de 2005     | 3 | 2  | — | — | 23 de setembro de 2005  | Morreu em 22 de agosto de 2006 enquanto cumpria pena de 6 anos de prisão                               | [ 216 ] |
| Wenceslas Munyeshyaka                                                                    | 22 de julho de 2005     | 1 | 3  | — | — |                         | Caso remetido à França em 20 de novembro de 2007                                                       | [ 219 ] |
| Michel Bagaragaza                                                                        | 28 de julho de 2005     | 3 | —  | 1 | — | 15 de agosto de 2005    | Sentença comutada concluída em 1 de dezembro de 2011                                                   | [ 222 ] |
| GAA                                                                                      | 11 de junho de 2007     | — | —  | — | 6 | 1 de agosto de 2007     | Cumpriu pena de 9 meses de prisão em 29 de abril de 2008                                               | [ 224 ] |
| Léonidas Nshogoza                                                                        | 4 de janeiro de 2007    | — | —  | — | 4 | 8 de fevereiro de 2008  | Cumpriu pena de 10 meses de prisão em 2 de julho de 2009                                               | [ 226 ] |
| Aphrodis Bugimgo                                                                         | 12 de março de 2010     | — | —  | — | 2 |                         | Fugitivo                                                                                               | [ 228 ] |
| Deogratias Sebureze                                                                      | 21 de fevereiro de 2013 | — | —  | — | 2 | Convocado               | Acusações rejeitadas em 17 de julho de 2013                                                            | [ 230 ] |
| Maximilien Turinabo                                                                      | 21 de fevereiro de 2013 | — | —  | — | 3 | Convocado               | Acusações rejeitadas em 17 de julho de 2013                                                            | [ 230 ] |
| Notas 1. 2. 3. 4. 5. 6. 7. 8. 9. 10. 11. 12. 13. 14. 15. 16. 17. 18. 19. 20. 21. 22. 23. |                         |   |    |   |   |                         | |         |